# Kerala Blasters FC
Der Kerala Blasters Football Club ist ein indisches Fußball-Franchise aus Kochi.
Der Kerala Blasters FC wurde für die im Jahr 2014 erstmals stattfindende Indian Super League gegründet. Seine Heimspiele trägt die Mannschaft im Jawaharlal Nehru Stadium aus.

## Geschichte

### Gründung
Anfang 2014 gab die All India Football Federation bekannt in Zusammenarbeit mit den Unternehmen IMG und Reliance Industries eine neue Fußballliga zu gründen. Dafür suchten sie Investoren für Fußballfranchises in acht verschiedenen Städten in Indien. Am 13. April 2014 wurde bekannt, dass Sachin Tendulkar, ein ehemaliger indischer Cricketspieler, und Prasad V Potluri, ein indischer Unternehmer, den Zuschlag zur Gründung einer Fußballmannschaft aus Kochi bekommen haben. Am 19. August 2014 wurde der ehemalige englische Nationalspieler David James als Marquee Spieler und Manager verpflichtet.

### Erste Saison
Die Blasters verloren am 13. Oktober 2014 ihr erstes Spiel in der Indian Super League mit 0:1 gegen NorthEast United FC. Das erste Tor in der Geschichte der Kerala Blasters erzielte der kanadische Nationalspieler Iain Hume am 2. Spieltag bei der 1:2-Niederlage gegen Chennaiyin FC.

## Stadion
- Jawaharlal Nehru Stadium; Kaloor, Kochi

Das Stadion befindet sich im Stadtteil Kaloor der Stadt Kochi. Es ist auch unter dem Namen Kaloor International Stadium bekannt. Das 75.000 Zuschauer fassende Stadion ist auch Heimat verschiedener Cricket-Mannschaften.

## Eigentümer
Sachin Tendulkar war bis 2014 selber aktiver Cricketspieler. Er gehörte zu den besten Spielern der Welt.
Prasad V Potluri ist ein indischer Unternehmer. Er sitzt zudem mehreren Universitäten vor und ist Besitzer einer Badmintonmannschaft.

## Sponsoring
Haupt- und Trikotsponsor ist das taiwanesische Unternehmen HTC Corporation. Ausrüster ist Adidas.